# Siaugues-Sainte-Marie
Siaugues-Sainte-Marie est une commune française située dans le département de la Haute-Loire en région Auvergne-Rhône-Alpes.

## Géographie

### Localisation
La commune de Siaugues-Sainte-Marie se trouve dans le département de la Haute-Loire, en région Auvergne-Rhône-Alpes.
Elle se situe à 26 km par la route du Puy-en-Velay, préfecture du département, à 35 km de Brioude, sous-préfecture, et à 15 km de Langeac, bureau centralisateur du canton de Gorges de l'Allier-Gévaudan dont dépend la commune depuis 2015 pour les élections départementales.
Les communes les plus proches sont : 
Vissac-Auteyrac (3,6 km), Sainte-Eugénie-de-Villeneuve (5,1 km), Vazeilles-Limandre (5,6 km), Saint-Jean-de-Nay (5,7 km), Fix-Saint-Geneys (6,1 km), Saint-Julien-des-Chazes (6,5 km), Saint-Bérain (6,8 km), Le Vernet (7,1 km).
| Saint-Arcons-d'Allier   | Vissac-Auteyrac       |                   |
| Saint-Julien-des-Chazes | Siaugues-Sainte-Marie | Saint-Jean-de-Nay |
| Prades                  | Saint-Bérain          | Le Vernet         |

### Hameaux de la commune
- Siaugues Saint Romain (Le bourg), Laniac, Griniac, Bussac-Bas, Bussac-Haut, Lair, Farges, Plancheresse, Vacheresse, Montplot, Silcuzin, Marminhac, Parredon, Lespitalet, Cacheresse, Le Mas, Limagne, Sainte Marie des Chazes, Vergonzac, Pommier, Rilhac et Boissières.

### Routes
La RD 590 traverse le bourg et permet de rejoindre Langeac par l'Ouest et Le Puy-en-Velay par l'Est.
La RD 117 commence au nord du bourg et rejoint la RN 102.
La RD 302 commence au croisement de Laniac et rejoint les Gorges de l'Allier.
La RD 55 commence au sud du bourg et rejoint l'ancienne commune de Sainte Marie-des-Chazes.

### Voie ferrée
Aucune voie ferrée ne traverse la commune. Les gares ferroviaires les plus proches sont Lachaud-Curmilhac et Langeac.

### Voie aérienne
L'aérodrome le plus proche est l'aérodrome de Loudes qui dessert les voyages à Paris, ensuite viennent les aéroports de Clermont-Ferrand et Lyon pour les voyages européens et internationaux.

### Climat
Pour des articles plus généraux, voir Climat d'Auvergne-Rhône-Alpes et Climat de la Haute-Loire.
En 2010, le climat de la commune est de type climat des marges montargnardes, selon une étude du Centre national de la recherche scientifique s'appuyant sur une série de données couvrant la période 1971-2000. En 2020, Météo-France publie une typologie des climats de la France métropolitaine dans laquelle la commune est exposée à un climat de montagne ou de marges de montagne et est dans la région climatique Sud-est du Massif Central, caractérisée par une pluviométrie annuelle de 1 000 à 1 500 mm, minimale en été, maximale en automne.
Pour la période 1971-2000, la température annuelle moyenne est de 8,3 °C, avec une amplitude thermique annuelle de 15,9 °C. Le cumul annuel moyen de précipitations est de 855 mm, avec 9,3 jours de précipitations en janvier et 6,6 jours en juillet. Pour la période 1991-2020, la température moyenne annuelle observée sur la station météorologique de Météo-France la plus proche, « Fix-Saint-Geneys », dans la commune de Fix-Saint-Geneys à 6 km à vol d'oiseau, est de 8,2 °C et le cumul annuel moyen de précipitations est de 912,7 mm,. Pour l'avenir, les paramètres climatiques de la commune estimés pour 2050 selon différents scénarios d'émission de gaz à effet de serre sont consultables sur un site dédié publié par Météo-France en novembre 2022.

## Urbanisme

### Typologie
Au 1er janvier 2024, Siaugues-Sainte-Marie est catégorisée commune rurale à habitat dispersé, selon la nouvelle grille communale de densité à sept niveaux définie par l'Insee en 2022.
Elle est située hors unité urbaine et hors attraction des villes,.

### Occupation des sols
L'occupation des sols de la commune, telle qu'elle ressort de la base de données européenne d’occupation biophysique des sols Corine Land Cover (CLC), est marquée par l'importance des territoires agricoles (72,2 % en 2018), une proportion sensiblement équivalente à celle de 1990 (72,3 %). La répartition détaillée en 2018 est la suivante : 
prairies (27,6 %), forêts (26,2 %), terres arables (23,8 %), zones agricoles hétérogènes (20,8 %), zones urbanisées (1,1 %), zones humides intérieures (0,5 %). L'évolution de l’occupation des sols de la commune et de ses infrastructures peut être observée sur les différentes représentations cartographiques du territoire : la carte de Cassini (XVIIIe siècle), la carte d'état-major (1820-1866) et les cartes ou photos aériennes de l'IGN pour la période actuelle (1950 à aujourd'hui).

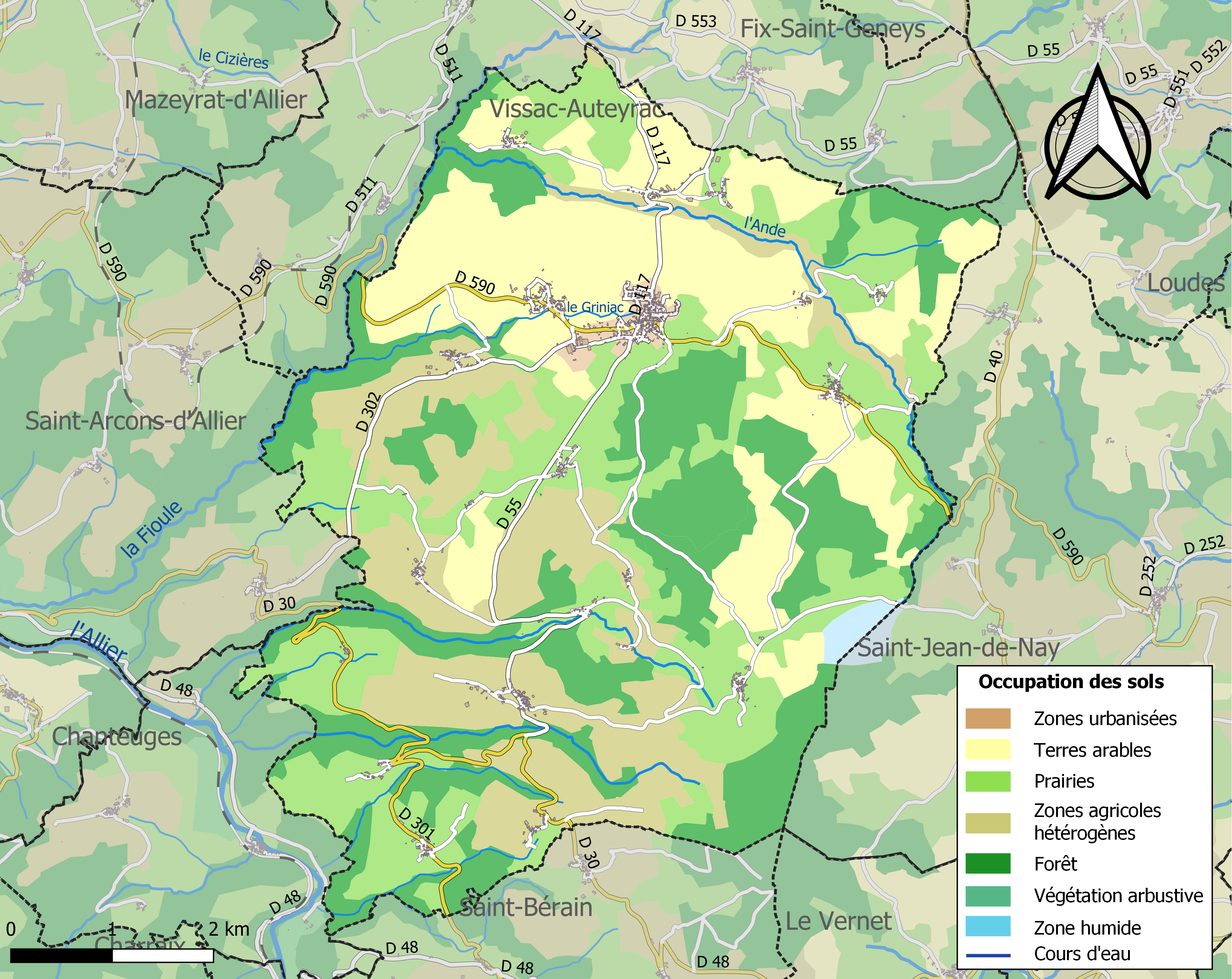
Carte des infrastructures et de l'occupation des sols de la commune en 2018 (CLC).

### Habitat et logement
En 2018, le nombre total de logements dans la commune était de 643, alors qu'il était de 646 en 2013 et de 629 en 2008.
Parmi ces logements, 57,9 % étaient des résidences principales, 26,6 % des résidences secondaires et 15,6 % des logements vacants. Ces logements étaient pour 94,6 % d'entre eux des maisons individuelles et pour 5,4 % des appartements.
Le tableau ci-dessous présente la typologie des logements à Siaugues-Sainte-Marie en 2018 en comparaison avec celle de la Haute-Loire et de la France entière. Une caractéristique marquante du parc de logements est ainsi une proportion de résidences secondaires et logements occasionnels (26,6 %) supérieure à celle du département (16,1 %) et à celle de la France entière (9,7 %). Concernant le statut d'occupation de ces logements, 78,8 % des habitants de la commune sont propriétaires de leur logement (77,7 % en 2013), contre 70 % pour la Haute-Loire et 57,5 pour la France entière.
| Typologie                                               | Siaugues-Sainte-Marie | Haute-Loire | France entière |
| ------------------------------------------------------- | --------------------- | ----------- | -------------- |
| Résidences principales (en %)                           | 57,9                  | 71,5        | 82,1           |
| Résidences secondaires et logements occasionnels (en %) | 26,6                  | 16,1        | 9,7            |
| Logements vacants (en %)                                | 15,6                  | 12,4        | 8,2            |

## Toponymie
Siaugues vient sans doute du gaulois salico-, signifiant le saule.
Ecclesia de Selgue (1315), Le bourg de Seaulgue en Auvergne (1472), Parochia Sialgii (1510).

## Histoire
Un trésor de 340 monnaies gauloises en bronze, de forme convexe et concave, a été découvert à Siaugues-Saint-Romain en 1914, accompagné de pièces d'or, de statères et de quarts des Helvètes et des Boii.
En 1472, Louis XI a créé, à la demande de Gilbert de la Fayette, seigneur de Saint-Romain et de Siaugues, un marché hebdomadaire à Siaugues, qui se tient tous les lundis. Il a également établi quatre foires annuelles, programmées pour les 25 juin, 11 juillet, 1er août et 9 août.
En 1789, Siaugues-Sainte-Marie, avec son église paroissiale, appartenait au diocèse de Saint-Flour. La commune était située dans la province d'Auvergne, sous l'élection de Brioude et la subdélégation de Langeac, et relevait de la juridiction de Riom.
La commune actuelle résulte de la fusion, en 1974, de Siaugues-Saint-Romain et de Sainte-Marie-des-Chazes ; cette dernière porta, au cours de la période révolutionnaire de la Convention nationale (1792-1795), la commune le nom de Marie-Pénible.

## Politique et administration

### Découpage territorial
La commune de Siaugues-Sainte-Marie est membre de la communauté de communes des Rives du Haut Allier, un établissement public de coopération intercommunale (EPCI) à fiscalité propre créé le 27 décembre 2016 dont le siège est à Langeac. Ce dernier est par ailleurs membre d'autres groupements intercommunaux.
Sur le plan administratif, elle est rattachée à l'arrondissement de Brioude, au département de la Haute-Loire, en tant que circonscription administrative de l'État, et à la région Auvergne-Rhône-Alpes.
Sur le plan électoral, elle dépend du canton de Gorges de l'Allier-Gévaudan pour l'élection des conseillers départementaux, depuis le redécoupage cantonal de 2014 entré en vigueur en 2015, et de la deuxième circonscription de la Haute-Loire   pour les élections législatives, depuis le redécoupage électoral de 1986.

### Liste des maires
| Période                                  | Période   | Identité           | Étiquette | Qualité |
| ---------------------------------------- | --------- | ------------------ | --------- | ------- |
| mars 1996                                | mars 2001 | Jean-Paul Destable |           |         |
| mars 2001                                | mars 2014 | Robert Chausse     |           |         |
| mars 2014                                | En cours  | Gilles Ruat        |           |         |
| Les données manquantes sont à compléter. |           |                    |           |         |

## Population et société

### Démographie

#### Évolution démographique
L'évolution du nombre d'habitants est connue à travers les recensements de la population effectués dans la commune depuis 1793. Pour les communes de moins de 10 000 habitants, une enquête de recensement portant sur toute la population est réalisée tous les cinq ans, les populations de référence des années intermédiaires étant quant à elles estimées par interpolation ou extrapolation. Pour la commune, le premier recensement exhaustif entrant dans le cadre du nouveau dispositif a été réalisé en 2007.

En 2022, la commune comptait 827 habitants, en évolution de +3,25 % par rapport à 2016 (Haute-Loire : +0,36 %, France hors Mayotte : +2,11 %).
| 1793  | 1800  | 1806  | 1821  | 1831  | 1836  | 1841  | 1846  | 1851  |
| ----- | ----- | ----- | ----- | ----- | ----- | ----- | ----- | ----- |
| 1 823 | 1 578 | 1 680 | 1 875 | 2 023 | 2 085 | 1 968 | 2 080 | 1 867 |

| 1856  | 1861  | 1866  | 1872  | 1876  | 1881  | 1886  | 1891  | 1896  |
| ----- | ----- | ----- | ----- | ----- | ----- | ----- | ----- | ----- |
| 1 716 | 1 701 | 1 706 | 1 760 | 1 703 | 1 720 | 1 786 | 1 734 | 1 803 |

| 1901  | 1906  | 1911  | 1921  | 1926  | 1931  | 1936  | 1946  | 1954  |
| ----- | ----- | ----- | ----- | ----- | ----- | ----- | ----- | ----- |
| 1 743 | 1 713 | 1 630 | 1 539 | 1 334 | 1 304 | 1 252 | 1 075 | 1 021 |

| 1962 | 1968 | 1975  | 1982 | 1990 | 1999 | 2006 | 2007 | 2012 |
| ---- | ---- | ----- | ---- | ---- | ---- | ---- | ---- | ---- |
| 905  | 883  | 1 012 | 954  | 832  | 798  | 796  | 796  | 792  |

| 2017 | 2022 | - | - | - | - | - | - | - |
| ---- | ---- | - | - | - | - | - | - | - |
| 799  | 827  | - | - | - | - | - | - | - |

#### Pyramide des âges
La population de la commune est relativement âgée.
En 2018, le taux de personnes d'un âge inférieur à 30 ans s'élève à 27,2 %, soit en dessous de la moyenne départementale (31 %). À l'inverse, le taux de personnes d'âge supérieur à 60 ans est de 36,7 % la même année, alors qu'il est de 31,1 % au niveau départemental.
En 2018, la commune comptait 419 hommes pour 381 femmes, soit un taux de 52,38 % d'hommes, largement supérieur au taux départemental (49,13 %).
Les pyramides des âges de la commune et du département s'établissent comme suit.
| Hommes | Classe d’âge | Femmes |
| ------ | ------------ | ------ |
| 1,2    | 90 ou +      | 0,5    |
| 9,1    | 75-89 ans    | 12,9   |
| 25,7   | 60-74 ans    | 24,2   |
| 20,8   | 45-59 ans    | 20,3   |
| 16,5   | 30-44 ans    | 14,5   |
| 10,7   | 15-29 ans    | 10,3   |
| 16,0   | 0-14 ans     | 17,4   |

| Hommes | Classe d’âge | Femmes |
| ------ | ------------ | ------ |
| 0,9    | 90 ou +      | 2,5    |
| 8,4    | 75-89 ans    | 11,7   |
| 20,4   | 60-74 ans    | 20,5   |
| 21,3   | 45-59 ans    | 20,3   |
| 16,8   | 30-44 ans    | 16,3   |
| 15,2   | 15-29 ans    | 13,2   |
| 17     | 0-14 ans     | 15,6   |

### Enseignement
La commune possède une école maternelle et primaire publique Albert et Alice Thomas ; les collégiens se rendent dans les deux collèges de Langeac et les lycéens au Puy-en-Velay ou Brioude.
Il existe un Relais Assistance Maternelle à la crèche « Les p'tites canailles » ainsi qu'un Centre de loisirs pendant les vacances scolaires dans les locaux de l'école publique.

### Vie associative
De nombreuses associations animent la commune comme le comité des fêtes, le club des deux marais (club des ainés), le football club de Siaugues, le club de pétanque, le moto club ou encore l'association des artisans/commerçants.

## Économie

### Revenus
En 2018, la commune compte 379 ménages fiscaux, regroupant 801 personnes. La médiane du revenu disponible par unité de consommation est de 18 270 € (20 800 € dans le département).

### Emploi
| Division       | 2008  | 2013  | 2018  |
| -------------- | ----- | ----- | ----- |
| Commune        | 8 %   | 7,2 % | 8,2 % |
| Département    | 6,3 % | 7,7 % | 7,7 % |
| France entière | 8,3 % | 10 %  | 10 %  |

En 2018, la population âgée de 15 à 64 ans s'élève à 443 personnes, parmi lesquelles on compte 72,9 % d'actifs (64,7 % ayant un emploi et 8,2 % de chômeurs) et 27,1 % d'inactifs,. Depuis 2008, le taux de chômage communal (au sens du recensement) des 15-64 ans est supérieur à celui du département, mais inférieur à celui de la France.
La commune est hors attraction des villes,. Elle compte 385 emplois en 2018, contre 382 en 2013 et 381 en 2008. Le nombre d'actifs ayant un emploi résidant dans la commune est de 288, soit un indicateur de concentration d'emploi de 133,5 % et un taux d'activité parmi les 15 ans ou plus de 48,7 %.
Sur ces 288 actifs de 15 ans ou plus ayant un emploi, 139 travaillent dans la commune, soit 48 % des habitants. Pour se rendre au travail, 75,7 % des habitants utilisent un véhicule personnel ou de fonction à quatre roues, 0,3 % les transports en commun, 11,4 % s'y rendent en deux-roues, à vélo ou à pied et 12,5 % n'ont pas besoin de transport (travail au domicile).

### Agriculture
Une vingtaine d'exploitations agricoles sont présentes dans la commune avec l'élevage (bovins, ovins, porcins et volailles) ainsi que la culture céréalière notamment la lentille verte du Velay AOP.

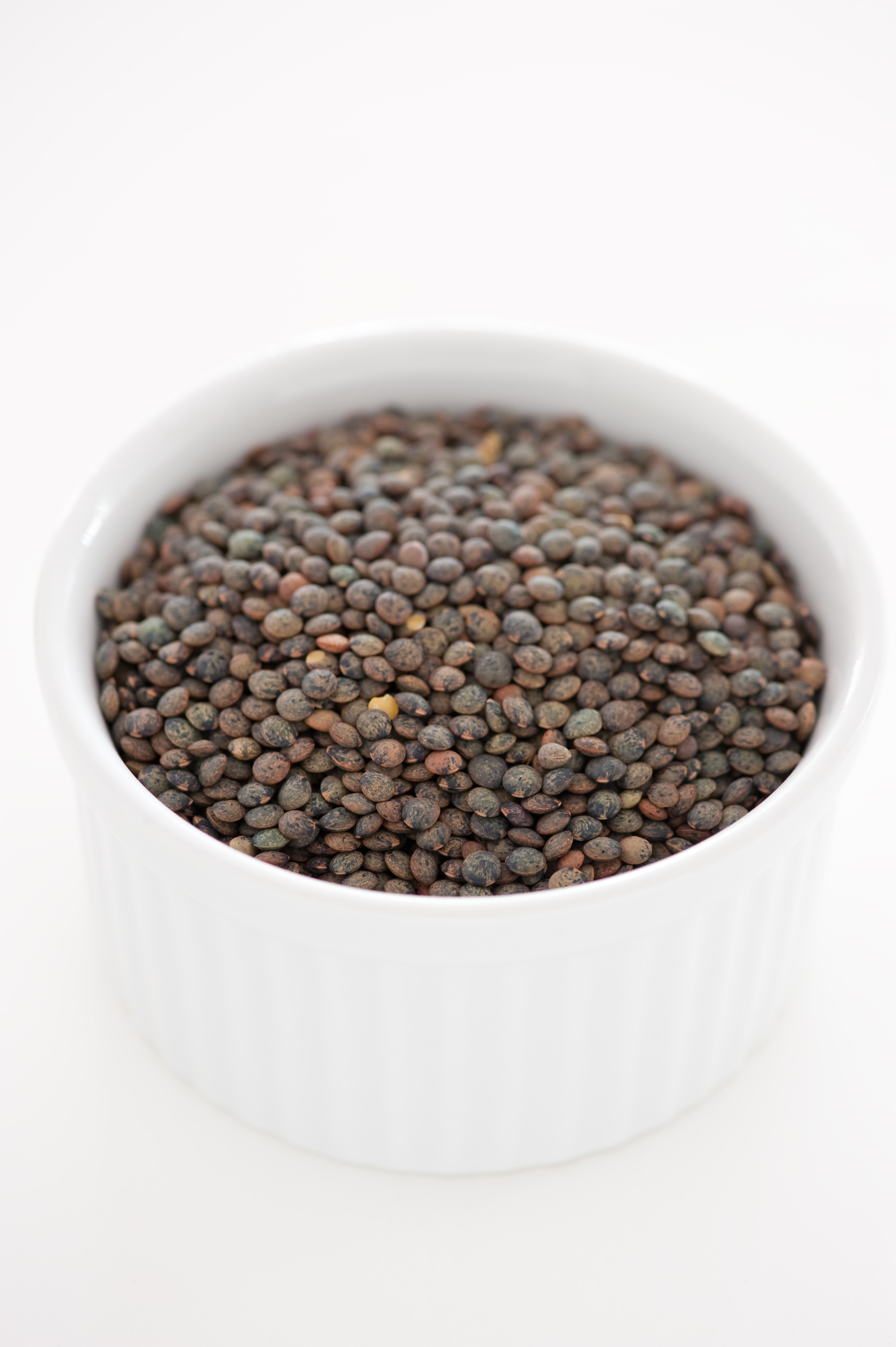
Lentilles vertes (AOP) du Puy

Le marché aux veaux a lieu tous les dimanches matin.

### Industrie
L'usine PEM (spécialisée dans le traitement des métaux) est implantée à Siaugues depuis les années 1960, en 2006, la société vend son activité semi-conducteur au groupe allemand DIEHL Power Electronic.

### Tourisme
Le sentier de grande randonnée 40 traverse la commune, qui offre également de nombreuses possibilités de balades à pied, à vélo, en moto, en quad ou en 4x4. De plus, un camping équipé de chalets, propriété de la mairie, accueille des visiteurs en saison.

## Culture locale et patrimoine

### Lieux et monuments
- Ruines du château de Saint-Romain, dominant au sud le bourg de Siaugues-Saint-Romain.
- Église de Siaugues-Saint-Romain.
- Monument aux morts.
- Croix à l'entrée de Siaugues en venant du Puy : en brèche volcanique, fût de section rectangulaire, croisillon de section carrée représentant un Christ aux bras horizontaux et jambes parallèles[29].
- Croix à Laniac : porte le millésime 1863 et présente en bas-relief un Christ sculpté[29].
- Chapelle Sainte-Marie-des-Chazes : chapelle romane, située au pied des falaises basaltiques, elle comporte une unique nef voûtée en berceau, qui s'achève par une abside en cul-de-four. Elle était ornée de peintures murales qui ont disparu dans un effondrement partiel en 1905, mais qui sont connues par des reproductions. La chapelle est aujourd'hui dans la commune de Saint-Julien-des-Chazes.
- Vierge en majesté de Sainte-Marie-des-Chazes, statue de bois polychrome du XIe siècle conservée dans la chapelle.
- Chapelle Saint-Blaise de Lespitalet qui fut une léproserie par le passé.
- Marais de Limagne où figurent plusieurs espèces endémiques de plantes carnivores.
- Marais de Lair.
- La Durande (1 301 mètres) point culminant de la commune situé au Sud Est de celle-ci, une table d'orientation au sommet avec magnifique vue sur les monts de la Margeride, les monts du Cantal, les monts du Mezenc, les monts du Pilat et les monts du Sancy lors des beaux jours.

### Personnalités liées à la commune
- Père Felix Gagne (1894-1969), prêtre de Siaugues-Saint-Romain, reconnu Juste parmi les nations  au Yad Vashem le 3 janvier 1995. Durant la Seconde Guerre mondiale, il cacha pendant 14 mois un juif recherché par le régime de Vichy[30]. La place de l'église porte son nom.
- Maurice Fombeure (1906-1981), poète ayant possédé une maison dans le bourg avec sa femme Carmen[31], une rue du Bourg portent leurs noms.